# Rattus foramineus
Rattus foramineus é uma espécie de roedor da família Muridae.
Apenas pode ser encontrada na Indonésia.